# (7648) Tomboles
(7648) Tomboles – planetoida z pasa głównego asteroid okrążająca Słońce w ciągu 3 lat i 120 dni w średniej odległości 2,23 j.a. Została odkryta 8 października 1989 roku w obserwatorium w Kani przez Yoshikane Mizuno i Toshimasę Furutę. Nazwa planetoidy pochodzi od Toma Bolesa (ur. 1944), brytyjskiego astronoma amatora. Przed nadaniem nazwy planetoida nosiła oznaczenie tymczasowe (7648) 1989 TB1.